# Фельдман, Евгений Давыдович
Евгений Давыдович Фельдман (род. 3 июня 1948, Омск) — российский поэт, переводчик, член Союза Российских писателей (с 2001). Лауреат Бунинской премии 2010 года.

## Биография
Евгений Фельдман родился 3 июня 1948 года в Омске. Окончил английское отделение факультета иностранных языков и исторический факультет Омского государственного педагогического института им. А. М. Горького, затем — аспирантуру Томского государственного университета.

## Творчество
Принадлежит к школе поэта-переводчика Вильгельма Левика. Переводил многих известных английских литераторов: Бёрнса, Шекспира, Киплинга, Китса. В 1993 году впервые в России перевёл исторический роман британского классика Ричарда Блэкмора «Лорна Дун» (1869).
В 2003 году издательство «Эксмо» выпустило пять книг из серии «Шедевры классической поэзии для юных читателей». В основу сборников произведений Киплинга и Льюиса Кэрролла легли переводы Евгения Фельдмана. В 2010 году поэт был награждён Бунинской премией в номинации «Поэтический перевод».